# 알테어 680
알테어 680(ALTIAIR 680)은 1976년 MITS가 출시한 키트 마이크로컴퓨터다. 